# Thrasya longiligulata
Thrasya longiligulata är en gräsart som beskrevs av M.Bastos och Alasdair Graham Burman. Thrasya longiligulata ingår i släktet Thrasya och familjen gräs. Inga underarter finns listade i Catalogue of Life.